# (71236) 2000 AC5
2000 أي سي 5 (ويعرف أيضًا باسم (71236) 2000 أي سي 5 وفق تسمية الكوكب الصغير) (بالإنجليزية: 2000 AC5)‏ هو كويكب ضمن حزام الكويكبات؛ وترتيبه 71236 من حيث الاكتشاف.
اكتُشف هذا الجُرم الفلكي بواسطة Takuo Kojima ‏ في 3 يناير 2000.

## وصلات خارجية
- (71236) 2000 AC5 في قاعدة بيانات مختبر الدفع النفاث لأجرام النظام الشمسي الصغيرة

- الاكتشاف · مخطط المدار ·  العناصر المدارية · المعلمات المادية

- (71236) 2000 AC5 على موقع ويكي سكاي: DSS2, SDSS, GALEX, IRAS, Hydrogen α, X-Ray, Astrophoto, Sky Map, Articles and images